# Anna von Blomberg
Anna von Blomberg (* 2. Oktober 1858 in Küstrin; † 14. Juni 1907 in Fahrland/Osthavelland) war eine deutsche Schriftstellerin.

## Leben
Anna von Blomberg war die Tochter eines Majors der Preußischen Armee. Sie erhielt Privatunterricht und wuchs seit ihrem achten Lebensjahr als Pflegetochter bei einer Stiftsdame in dem oberschlesischen Ort Badewitz bei Leobschütz auf. Nach dem Tod der Pflegemutter im Jahre 1878 lebte Anna von Blomberg an wechselnden Orten, u. a. in der Nähe von Crossen an der Oder, in Berlin und Liebau in Schlesien. 1897 zog sie zur Familie ihrer Schwester nach Fahrland bei Potsdam, wo sie die letzten Jahre ihres Lebens verbrachte. 
Anna von Blomberg war Verfasserin von Romanen und Erzählungen. 

## Werke
- Waldstille und Weltleid, Leipzig 1894
- Dornröschen, Leipzig 1896
- Ein Fels im Meer, Leipzig 1898
- Reggfields Tochter, Leipzig 1900
- Das vornehmste Gebot, Leipzig 1900
- Die Bergpredigt, Leipzig
  - 1. Höhenluft, 1901
  - 2. Gegen den Strom, 1902
  - 3. Deutsche Treue, 1904
- Er trug sein Kreuz, Leipzig 1904
- Bis ins dritte und vierte Glied, Leipzig 1907